# C+B Museum
Het C+B Museum is een museum over de voormalige bluesband Cuby + Blizzards. Het is gevestigd in Grolloo, Drenthe.
Het museum werd op 1 juni 2011 geopend in de boerderij aan de Voorstreek waar de leadzanger Harry Muskee, alias 'Cuby', van 1965 tot 1971 woonde. Muskee maakte de opening van het museum zelf nog mee; enkele maanden later overleed hij aan de gevolgen van kanker. In zijn vijfde overlijdensjaar werden tekstregels uit de nummers Appleknockers flophouse en Window of my eyes op de Voorstreek in Grolloo aangebracht. De tekstregels ter hoogte van het borstbeeld van Muskee werden door burgemeester Eric van Oosterhout onthuld.
Naast de permanente exposities over Cuby + Blizzards en Harry Muskee, worden er wisselende exposities getoond. Thema's waren in het verleden: 'The land where the blues began' (vanaf 2013), 'Brood & Blizzards' (2014) over de samenwerking met Herman Brood, 'Geweldenaar op de gitaar' (2015) over gitarist Eelco Gelling en 'The singer and the songs' (2016) over de songteksten van Muskee. Verder zijn er allerlei memorabilia te zien uit de periode 1965 tot 2011. Voorbeelden zijn apparatuur, muziekinstrumenten, zeldzame platen, schilderijen, foto's, contracten en documentatie. Ook zijn er video's met interviews te zien.
Het museum wordt beheerd door vrijwilligers en draait naast entree op inkomsten als trouwlocatie en voor feesten, en giften van meer dan vijfhonderd donateurs. Op 20 oktober 2015 ontving het museum de tienduizendste bezoeker.

## Galerij
| Blik in het museum |
| Blik in het museum |

| Blik in het museum |
| Blik in het museum |